# シャルル＝ルイ・ド・ロレーヌ
シャルル＝ルイ・ド・ロレーヌ（Charles-Louis de Lorraine, comte de Marsan et prince de Pons, 1696年10月21日 - 1755年11月2日）は、ブルボン朝時代フランスの大貴族家門ギーズ家の一員。マルサン伯だが、ポン公の儀礼称号で知られる。

## 生涯
マルサン伯シャルルとカトリーヌ・テレーズ・ド・ゴワイヨン・ド・マティニョン（1662年 - 1699年）の間の長男。両親は再婚同士のカップルで、母は前夫セニュレー侯爵との間に5人の男子を生んでいた。軍人としてのキャリアを歩み、1717年ハンガリーでの戦役に派遣される。1724年聖霊勲章を受けた。1734年旅団長、1738年陸軍少将、1744年陸軍中将に昇った。1714年3月1日、陸軍元帥アントワーヌ・ガストン・ド・ロクロール公爵の娘エリザベート・ド・ロクロールと結婚し、間に6子をもうける。
- レオポルディーヌ＝エリザベート（1716年 - ?） - 1733年第12代ベハール公爵ホアキン・ロペス・デ・スニーガ（スペイン語版）と結婚
- ルイーズ＝アンリエット＝ガブリエル（1718年 - 1788年） - 1743年ブイヨン公ゴドフロワと結婚
- ガストン＝ジャン＝バティスト（1721年 - 1743年） - マルサン伯
- マルグリット＝ルイーズ＝エリザベート（1723年）
- ルイ＝ジョゼフ（1724年 - 1727年）
- ルイ＝カミーユ（1725年 - 1780年） - マルサン伯、ピュイギレム公

## 引用・脚注
1. 1 2 3   Branche des comtes d'Harcourt sortie des ducs d'Elbeuf 2010年5月4日閲覧。